# NGC 7586
NGC 7586 is een lensvormig sterrenstelsel in het sterrenbeeld Pegasus. Het hemelobject werd op 2 september 1864 ontdekt door de Duitse astronoom Albert Marth.

## Synoniemen
- NPM1G +08.0552
- PGC 1349697